# Jenaro Cardona
Jenaro Cardona Valverde (San José, 1863 - 1930) fue un escritor, diplomático y empleado público costarricense. Inició su carrera literaria como poeta pero la finalizó con dos de las más importantes novelas de su generación: El primo (1905) y La esfinge del sendero (1916), obras enmarcadas dentro del realismo literario, en las que expone el motivo erótico como amenaza para las tradiciones y costumbres oligárquicas nacionales de la época.